# Bombange
Bombange (ou Bombangi, Bobangi, Bobange, Bobangue) est un village du Cameroun situé dans la commune de Toko, l'une des 9 communes du département du Ndian de la Région du Sud-Ouest.

## Géographie
Le village se situe à 1 532 m d'altitude, à proximité du parc national de Korup.

## Population
Le village comptait 117 habitants en 1953, 100 en 1968-1969 et 115 en 1972, principalement des Batanga.
Lors du recensement de 2005, on y a dénombré 160 personnes.
En 2018, le chef du village se nomme Ebune Victor.